# Cinachyrella globulosa
Cinachyrella globulosa är en svampdjursart som beskrevs av Desqueyroux-Faúndez och van Soest 1997. Cinachyrella globulosa ingår i släktet Cinachyrella och familjen Tetillidae.
Artens utbredningsområde är havet kring Galapagosöarna. Inga underarter finns listade i Catalogue of Life.